# PND

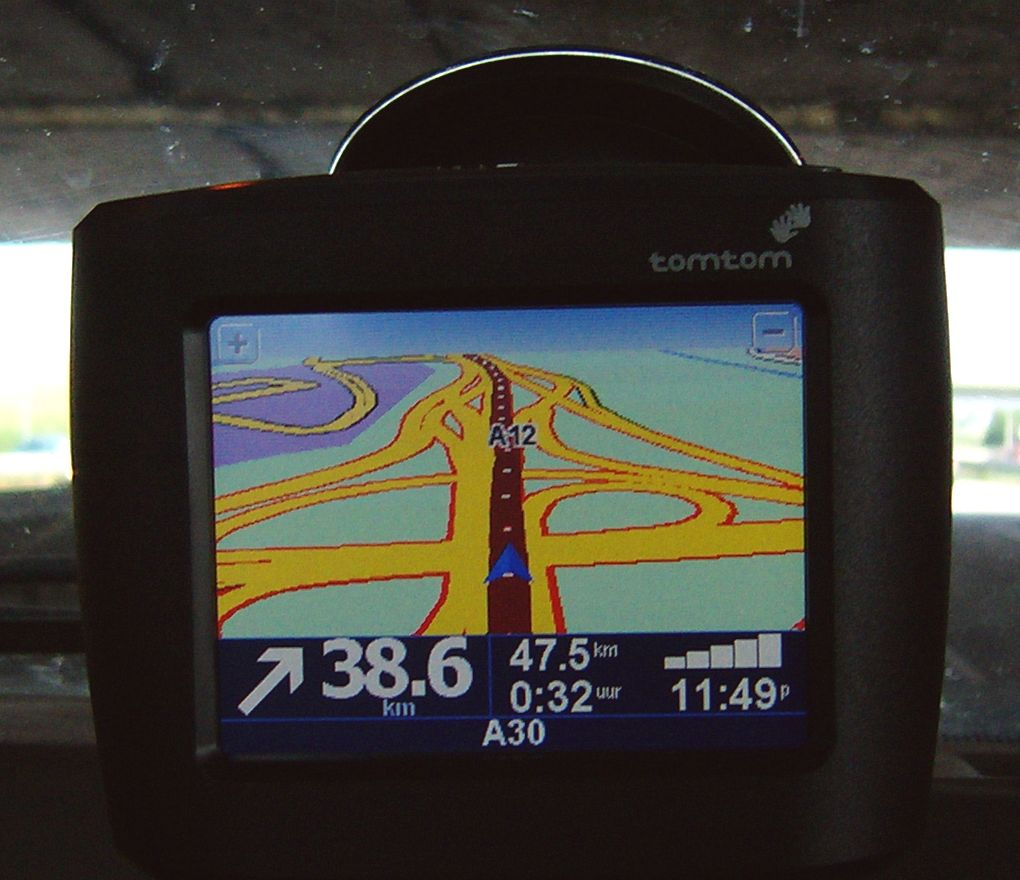
PNDの一例
TomTom One

PND（英: Portable Navigation Device, Personal Navigation Device）、またはポータブルナビは、薄型の液晶モニタと地図データの記録媒体にフラッシュメモリーを使用した、可搬型のカーナビゲーションである。
一般の自動車用の据付型カーナビゲーションよりも機能を簡略化したものが多く、本体が小型軽量であるため自動車のダッシュボードへの取付け・取外しが容易に行え、持ち運びがしやすいことなどが特長として挙げられる。海外では車上荒らし防止のために取り外しのきくPNDが普及した。しかし、車内に取り付けたまま放置すると容易に取り外せて単体で使用可能なため、車上荒しに遭う恐れが高くなる。自動車での利用以外にもオートバイ、自転車、トレッキングやハイキングなどを含む歩行者などにも利用されているが、内蔵電池の容量が小さく稼働時間が短いため、電源が取れない場合はモバイルバッテリーが別途必要となる。

## 機能
基本のナビゲーション機能としては、据付型カーナビゲーション機器と同様にGPS衛星からの電波信号を受信して自らの位置を求め、地磁気より方位を感知して、内蔵する地図情報を画面に表示する。製品によっては、加速度センサやジャイロセンサを内蔵することでGPSより細かな動きも表示可能としたり、FM多重放送のVICSを受信して交通情報などを画面に表示するものもある。
付加的な機能として、外部ケーブルによってデータを取り込んだりメモリーカードを本体に差すことで、音楽や動画、写真を再生したり、ケーブルやBluetoothでパソコンと接続して情報をやり取りする機能を持つものもある。ワンセグ/フルセグなどのテレビ放送を視聴することができる機種も日本国内市場や韓国市場向け製品では多くあるが、ラジオチューナーは搭載されていない機種が多い。

## 本体
ほとんどの製品では文庫本程度の大きさの筐体に液晶ディスプレイを備え、GPSアンテナとスピーカー、充電式電池を内蔵している。内蔵電池のほかに自動車や家庭用電源からの電源供給も可能である。また、多くがUSB端子やメモリーカードスロットを装備しており、メモリーカード（SDメモリーカードなど）やUSB端子を利用してファームウェアや地図の更新が可能であるものが一般的である。車載用キット以外にオートバイ専用取り付けキットも存在する。多くの機種はタッチパネルで操作でき、中には操作のすべてをタッチパネルで行い、物理ボタンが電源スイッチしかないものもある。車体への取り付けは専用スタンドを使用するが、ネジおよび両面テープでの固定に加え、最近では吸盤で固定する方式を採用するものも増えている。
OSとしてLinuxをベースとした各社のオリジナルOSや、Microsoft Windows CEなどが採用されている。ナビゲーションソフトは、車載組み込み型のナビゲーション機器と比較するとハードウェアの制約がある分さほど高機能とは言えず、正確度でも劣る場合が多いが、車載以外での利用をも考慮し、専用のナビゲーションモード（徒歩なら一方通行は無視するなど）を持つ機種もある。

## 動向

### 日本市場
日本のカーナビ・メーカーは、廉価なPNDを拡販しても自社が得ている既存の据付型カーナビ市場を狭めてしまう可能性や、そもそも日本市場ではPNDが受け入れられないことも考慮して、PNDの開発に消極的だった。
しかし、2006年（平成18年）3月にカー用品販売のオリヂナル工芸（2008年倒産によりメーカー消滅）がBROADZONEブランドとして「迷WAN 」（まよわん）BZN-100を発売したのを皮切りに、同年11月には三洋電機が「ミニゴリラ」を発売してPNDナビへ本格参入を果たす。
これまでのCD-ROMやDVD方式に比べ小型・軽量化され、地図データディスクの入替えが不要なことから人気を博し、一度カーナビから撤退したソニーもSony Mobileから発売、ほかのメーカーからも製品が市販されるようになり、好調な滑り出しを見せた。据付型カーナビを含めた2008年（平成20年）の自動車メーカー純正品を除く日本国内のカーナビ販売台数は168万2000台であり、その内、約43 %の71万6000台がPNDだった。また、従来の据付型カーナビと異なり、自動車に取付ける場合でも簡単なものが多く、販売チャネルがそれまでの自動車用品店に限らず家電量販店やホームセンターでも扱えることもあり、携帯向け経路探索サービスのナビタイムジャパンも参入するなど、携帯情報端末を得意とするメーカーに参入の機会が訪れた。
手軽に持ち運びできる利点を生かし、観光用途などの需要開拓にメーカー各社が取り組む動きもあった。
その後、多くの中国製品の流入による価格競争の激化や、スマートフォンの普及にもなう需要の低迷から、2012年（平成24年）にはソニーが撤退するなど市場は縮小傾向が続いている。今後PNDは、地図更新が不要で、事故や渋滞情報を基にした経路変更も自動で行えるスマートフォンアプリに取って代わられるものと予想される 。

### 日本以外での市場
中国、台湾、韓国などのOEM / EMSメーカーが製造した機器に、自社ブランドをつけて販売する新規参入メーカーも多く、ヨーロッパではオランダのTomTom社が大きなシェアを持っている。

## 主なPNDメーカー
- パナソニック
  - 三洋電機 - 子会社化でGorillaのブランドがパナソニックに引き継がれ、パナソニックのStradaブランドからPNDが消滅。現在、パナソニックのカーナビはPNDがGorilla、インダッシュがStradaと棲み分けられている。
- パイオニア
- 富士通テン
- クラリオン
- ナビタイムジャパン
- ヒューレット・パッカード
- ユピテル（2021年を最後に新製品はない。）
- ツインバード工業
- ガーミン（Garmin）
- スペース・マシン
- Mio Technology（ミオ。英語版）
- TomTom（英語版）
- エディア
- オリヂナル工芸
- データウエスト
- トライウイン
- ヒュンダイモービス（英語版）

## かつて市販機を製造販売していたメーカー
- ソニー（Sony Mobile） - 2007年（平成19年）3月にカーナビゲーション事業に再参入したが、2012年（平成24年）いっぱいをもって再度撤退。